# Rhodanthidium sticticum
Rhodanthidium sticticum é uma espécie de insetos himenópteros, mais especificamente de abelhas pertencente à família Megachilidae.
A autoridade científica da espécie é Fabricius, tendo sido descrita no ano de 1787.
Trata-se de uma espécie presente no território português.

## Taxonomia
A espécie foi descrita em 1787 por Johan Christian Fabricius, inicialmente com a designação de Apis stictica; foi posteriormente incluida nos gêneros Anthidium, Trachusa e Dianthidium, sendo atualmente classificada no gênero Rhodanthidium.
Em Marrocos existe também a espécie Rhodanthidium ordonezi, que tem sido considerada por alguns autores como uma subespécie da R. sticticum, com a designação de R. s. ordonezi. 

## Descrição
As R. sticticum medem entre 11 e 15 mm (os machos) ou entre 13 e 16 mm (as fêmeas); a sua coloração é preta e vermelha.

## Distribuição
A R. sticticum encontra-se na zona mediterrânica ocidental: no norte de África, de Marrocos à Líbia, na Península Ibérica, no sul de França e em ilhas como as Baleares, a Córsega e a Sicília, havendo também observações por comprovar na Grécia, na Croácia e no centro de França. Em Portugal há observações registadas no Algarve, na península de Setúbal e na região centro.

## Biologia
A R. sticticum é uma abelha solitária e os machos são territoriais, ocupando áreas de alguns metros quadrados que defendem de outros machos.
Como acontece na generalidade das abelhas do género Rhodanthidium, a R. sticticum usa cascas vazias de caracóis como ninhos, onde põe os seus ovos, tendo provavelmente duas gerações por ano, já que são observadas no principio da Primavera e no final do Outono.
A R. sticticum poliniza várias espécies de plantas, sendo o polinizador principal da espécie Antirrhinum microphyllum.